# Тюптишурйыл
Тюптишурйыл — деревня в Игринском районе Удмуртской республики.

## География
Находится в центральной части Удмуртии на расстоянии приблизительно 22 км на северо-восток по прямой от районного центра поселка Игра.

## История
Известна с 1891 года как починок, в 1905 году здесь (починок Типтишурский) 14 дворов, в 1924 (починок Тюптишур) — 19. С 1932 года современное название, с 1939 деревня. До 2021 года входила в состав Лозо-Люкского сельского поселения.

## Население
Постоянное население составляло 124 человека (1905), 188 (1924, удмурты), 4 человека в 2002 году (удмурты 50 %), 2 в 2012.